# Cruise control
O Cruise control (também conhecido como speed control ou autocruise) é um sistema que mantém a velocidade de condução de um veículo previamente programada. Uma vez atingida e memorizada a velocidade pretendida, pode-se retirar o pé do acelerador, permitindo assim um maior conforto da condução em estrada ou em viagem. Nos veículos com caixa de velocidades manual o regulador de velocidades não funciona na primeira mudança engrenada. Apesar da sua grande comodidade e utilidade deve-se ter atenção ao utilizar o Cruise Control em locais de tráfego denso ou em zonas escarpadas, com muitas curvas ou zonas escorregadias (neve, gelo, chuva ou gravilha).
O sistema basicamente funciona fazendo a comparação entre as velocidade do veiculo e a programada de forma a fazer a compensação entre as mesmas. Dotado ainda de um complexo sistema computacional de segurança, o sistema torna-se inoperante quando o motorista interage com algum comando do veiculo tipo: embraiagem, travão, acelerador etc.
O cruise control moderno (também conhecido como speedostat ou tempomat) foi inventado em 1948 pelo engenheiro mecânico Ralph Teetor. Sua ideia nasceu da frustração de andar num carro dirigido pelo seu advogado, que repetidamente acelerava e diminuía conforme conversava. O primeiro carro com o sistema do Teetor foi o Imperial de 1958 (chamado "Auto-pilot"), que usava um disco no painel para configurar a velocidade.